# Stapar (okręg kolubarski)
Stapar (cyr. Стапар) – wieś w Serbii, w okręgu kolubarskim, w mieście Valjevo. W 2011 roku liczyła 180 mieszkańców.